# Клепко Георгій
Георгій Клепко (нар. 12 лютого 1997, Жмеринка) — український волейболіст, що грає на позиції центрального блокувальника (першого темпу), гравець і капітан команди клубу ВСК «Буковина» (Чернівці).

## Життєпис
Тато і мама грали у волейбол, разом навчалися в Київському спортінтернаті. Є вихованцем Жмеринської ДЮСШ (наставниця — заслужена тренерка України Марія Глухих, серед її вихованців, зокрема, Дмитро Вієцький, Іван Плясецький) та Вінницької обласної СДЮСШ з волейболу.
Грав у третій команді харківського «Локомотива» в першій лізі, потім за кордоном (невдало), українських клубах «Барком-Кажани» (Львів, 2013—2015), «МХП-Вінниця» (2015—2020), «Дніпро» (2020—2022), СК «Прометей» (2022—2023).
Зріст — 200 см

## Досягнення

### Клубні
- чемпіон  України: 2023

### У збірній
- срібний призер Євро (U-20): 2016.